# Star Trek: Kapcsolatfelvétel
A Star Trek – Kapcsolatfelvétel (eredeti cím: Star Trek: First Contact) (Paramount Pictures, 1996) a Star Trek filmsorozat 8. része és ebből a második a Star Trek: Az új nemzedék sorozat szereplőgárdájával. A Borg nevű kibernetikus faj támadást indít a Föld ellen. Miután Picard kapitány vezetésével sikerül a Borg kockát elpusztítani, egy kisebb gömb visszautazik az időben, 2063-ba, hogy megakadályozza az emberiség első kapcsolatfelvételét idegen lényekkel. Az Enterprise azonban követi őket, kilövik a hajót, de közben az ellenség átszáll a fedélzetre. Innen indul a bonyodalom.
A Star Trek – Kapcsolatfelvétel az egyik legsikeresebb része, a franchise-nak, 92 millió dollár bevételt hozott az USA-ban és 146 millió dollárt külföldön. Kritikai fogadtatása is pozitív volt, sőt, sokan ezt tartják a legjobb Star Trek filmnek.

## A szereplők
| Színész         | Szerep                              | Magyar hang     |
| --------------- | ----------------------------------- | --------------- |
| Patrick Stewart | Kapitány Jean-Luc Picard            | Horányi László  |
| Jonathan Frakes | Első tiszt William T. Riker         | Oberfrank Pál   |
| Brent Spiner    | Data parancsnokhelyettes            | Incze József    |
| LeVar Burton    | Geordi La Forge parancsnokhelyettes | Boros Zoltán    |
| Michael Dorn    | Worf parancsnokhelyettes            | Varga Tamás     |
| Gates McFadden  | Dr. Beverly Crusher hajóorvos       | Incze Ildikó    |
| Marina Sirtis   | Deanna Troi tanácsadó               | Tátrai Zita     |
| Alfre Woodard   | Lily Sloane                         | Náray Erika     |
| James Cromwell  | Dr. Zefram Cochrane                 | Szokolay Ottó   |
| Alice Krige     | Borg királynő                       | Császár Angela  |
| Neal McDonough  | Sean Hawk hadnagy                   | Takátsy Péter   |
| Robert Picardo  | Orvosi Segéd Hologram (OSH)         | Katona Zoltán   |
| Dwight Schultz  | Reginald Barclay hadnagy            | Kárpáti Levente |
| Patti Yasutake  | Alyssa Ogawa nővér                  |                 |
| Jeff Coopwood   | Borg (hang)                         | Móni Ottó       |

## A történet
|  | Alább a cselekmény részletei következnek! |

A USS Enterprise-D megsemmisülése után (ez az előző filmben, a Star Trek: Nemzedékekben volt látható) a hajó legénységét, Worf kivételével, áthelyezik az újonnan épített Sovereign osztályú csillaghajóra, a USS Enterprise-E-re.
A film elején egy Borg kockahajó belép a föderációs űrbe és a Föld felé veszi az irányt. A közelgő veszély ellenére a Csillagflotta parancsnoksága úgy dönt, hogy a legfejlettebb hajójukat, az Enterprise-t nem a Földhöz vezénylik, a bolygó védelmére, hanem a Romulán semleges zónához küldik járőrözni, nehogy a Romulánok kihasználják a tökéletes alkalmat egy, a Föderáció elleni támadásra. Mindenki tisztában van azonban azzal, hogy az igazi indok az, hogy Jean-Luc Picard kapitány a Borggal szembeni személyes érzelmei és kapcsolatai megkérdőjelezik vezetői alkalmasságát az ellene vívandó harcban.
Miután azonban értesül arról, hogy a flotta vereségre áll, Picard megtagadja a flotta parancsát és utasítást ad, hogy induljanak a Föld felé (001-es szektor). Megérkezve az Enterprise részt vesz a harcban, és a fedélzetre sugározza a USS Defiant túlélőit, köztük annak parancsnokát is, Worfot. A kocka alakú űrhajót megsemmisítik, ám annak sikerül egy Borg gömb hajót magából kibocsátania, amit az Enterprise üldözőbe vesz. A gömb a Föld felé halad, és egy temporális örvényt kelt, aminek segítségével visszamegy a múltba, nyomában az Enterprise-szal.
A két űrhajó 2063-ig utazik vissza az időben, és a gömb lőni kezdi az Amerikai Egyesült Államok Montana szövetségi államában lévő egykori nukleáris rakéta-kilövőállását. Az Enterprise megsemmisíti a gömböt, ám annak pár dolgozója és a Borg királynő észrevétlenül áttranszportál a föderációs hajó gépházába.

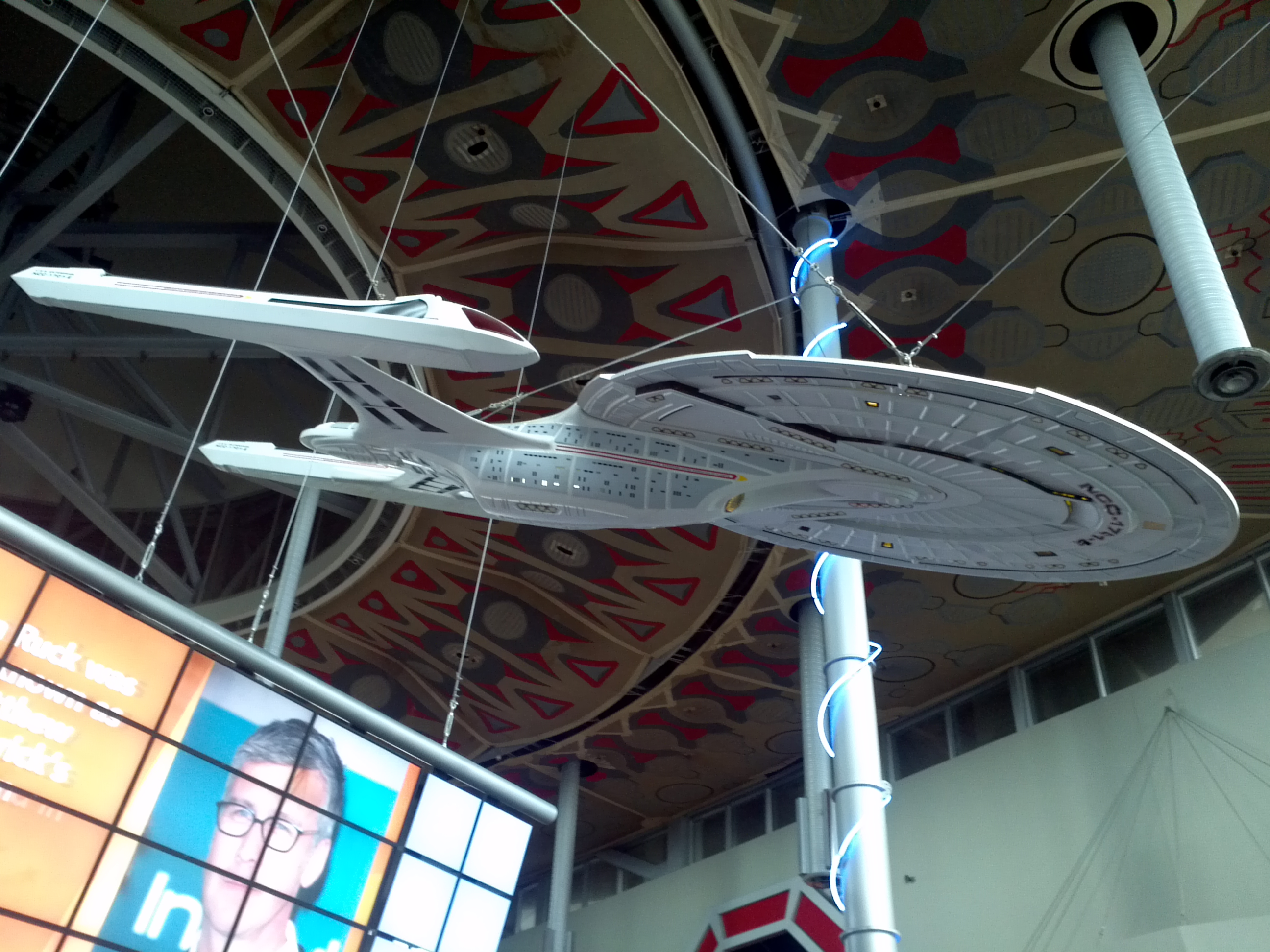
A USS Enterprise NCC-1701-E

A Phoenix

Picard rádöbben, hogy a Borg célja nem volt más, minthogy elpusztítsa a Phoenix-et, az emberiség első, fénysebességnél is gyorsabban haladni képes űrhajóját. Magát egy kisebb csapattal lesugározza a bolygó felszínére, 21. századi ruhákban, hogy megvizsgálják az okozott kárt. Geordi La Forge és mérnök csapata a hajót ért sérülések helyreállításán fáradozik, míg az első tiszt, William T. Riker igyekszik meggyőzni a Phoenix alkotóját és pilótáját, dr. Zefram Cochrane-t, hogy a tervek szerint a holnapi nap során hajtsa végre az első tesztrepülést, mivel ez vezet majd az első, idegenekkel létesülő kapcsolatfelvételhez. Eközben dr. Beverly Crusher visszatér az Enterprise fedélzetére Lily Sloane-nal, Cochrane asszisztensével, aki thétasugárzásból származó mérgezésben szenved a támadás következtében.
Ezalatt a Borg megkezdi a hajó, először a gépház és az ott lévő személyzet asszimilálását. Megérezve a jelenlétüket Picard kapitány visszatér a hajó fedélzetére, felfegyverzi a legénységet és harcba száll a Borggal. A támadás során a Borg elrabolja Data parancsnokot. Picard kapitány elszakad a többiektől, közben rátalál Lilyre, akit – megszegve az elsődleges irányelvet – beavat a történtekbe. Ők sikeresen elmenekülnek egy pár Borg elől, úgy, hogy becsalják őket a holofedélzetre, ahol betöltenek egy Dixon Hill-holonovellát. Kikapcsolva a biztonsági programot, Picard sikeresen elbánik a két őket követő borggal egy gépfegyver segítségével. Ez a jelenet döbbenti rá Lilyt arra, hogy Picard mekkora gyűlöletet érez a Borggal szemben. Picard eltávolítja egyik halott borgokból azt a chipet, ami a kollektívától kapott parancsokat tartalmazza.
Picard és Lily megtalálják a többieket, és a chipben lévő információkból a kapitány rájön, hogy a Borg egy interplexiós antennává alakítja át az Enterprise deflektortányérját, hogy erősítést kérjen a Delta Kvadránsban élő többi borgtól. Picard, Worf és Sean Hawk hadnagy űrruhában, mágneses bakancsban és fézer fegyverekkel űrsétára indulnak. Elérve a deflektorhoz, megkezdik a három rögzítő kapcsának manuális feloldását. Az antennát építő borgok megtámadják őket, és a támadás során asszimilálják Hawk hadnagyot, aki Picardra támad. A kapitány sikeresen kioldja a harmadik rögzítő kapcsot is, miközben Hawkot Worf megöli. A távolodó deflektortányért, rajta több borg dolgozóval, Worf egy lövéssel megsemmisíti.
Mindeközben a Phoenixet megjavítják, és Cochrane felkészül a felszállásra. Az űrhajó sikeres felszállást hajt végre 2063. április 5-én, ahogyan a történelem szerint is történnie kellett.
Az Enterprise fedélzetén a Borg folytatja az előrenyomulást. Worf megemlíti, hogy az egyetlen logikus döntés az Enterprise megsemmisítése és evakuálása. Picard elutasítja ezt az alternatívát, gyávának tartja Worfot, és parancsot ad a további ellenállásra. Végül Lilynek sikerül meggyőznie Picard kapitányt: beindítják a 15 percet visszaszámláló önmegsemmisítést, és a legénység elhagyja a hajót a mentőkabinokkal, kivéve Picard kapitányt, aki a gépházba megy, hogy kimentse Datát.
Mindeközben Datát a Borg Királynőhöz vitték, aki különböző módszerekkel – köztük szerves szöveteknek a fémvázára való ültetésével – azon fáradozott, hogy rávegye az androidot, csatlakozzon hozzá, hogy minél emberibb lehessen. Ezzel persze nem titkolt szándéka az volt, hogy megszerezze vele az Enterprise teljes irányítását. Mikor Picard eléri a gépházat, a királynő megengedi Datának, hogy távozzon, ha akar, Data azonban nem hajlandó erre. A királynő parancsára Data kikapcsolja az önmegsemmisítő rendszert, és tüzet nyit a Phoenixre, ám a célzást úgy kalibrálta, hogy a torpedók elkerüljék a hajót. A királynő rájön, hogy Data becsapta, de az android addigra széttöri a reaktor egyik plazmatartályát, s a kiáramló plazma azonnal feloldja a Borg összes szerves alkotórészeit. A királynő halálával a meglévő Borg-dolgozók elpusztulnak. Picard lelógó csövek segítségével biztonságos távolságba helyezkedik a plazmától, egészen addig, amíg az a szellőzőrendszeren keresztül fel nem szívódik. A királynő életben maradt gépi részét a kapitány elpusztítja – ezzel részben mégis beteljesül a bosszúvágya. Data élő szöveteitől megfosztva elmondja a kapitánynak, hogy 0,68 másodpercig engedett a Borg Királynőnek, ami „egy android számára maga a végtelenség” és hogy kicsit mégis sajnálja, hogy elpusztult.
A Phoenix útja sikerrel zárult. Miután Cochrane-ék visszatérnek a Földre, sor kerül a kapcsolatfelvételre: egy vulkáni űrhajó észlelte a Phoenix szubtér mintáját, és úgy dönt, hogy kapcsolatba lépnek az emberiséggel.
Az Enterprise legénysége visszatér a fedélzetre, járatot nyit, ahogyan a Borg gömbtől látták, és visszatér saját idősíkjába, ahol a megszokott jövő vár rájuk.

## Érdekességek

USS Budapest harc közben

- Jonathan Frakes még soha nem rendezett mozifilmet ezelőtt, csak néhány Star Trek: Az új nemzedék-epizódot.
- A végleges cím kiválasztása előtti munkacímek: Borg; Future Generations; Generations II.; Resurrection (ezt azért változtatták meg, mert a negyedik Alien-filmnek is ezt a címet szánták akkoriban), Destinies (ez akkor volt, amikor még úgy volt, hogy lesz valami Picard és Lily között).
- Eddig nem tudtuk, mi történt a Trek-történelem szerint a 21–22. században. A film pótolja ezt a hiányt.
- A bemutató előtt azt pletykálták az interneten, hogy Hawk hadnagy lesz az első nyíltan meleg szereplő a Trek-történelemben. Erre végül nem történt utalás a filmben.
- A film elején, a Borg csatánál felbukkan egy USS Budapest nevű hajó. A film története szerint Norway-osztályú, föderációs űregységként 2373-ban többekkel együtt védte a Földet (a filmben: 001-es szektor) a borg invázióval szemben.
- Bakik: a biztonsági tiszt szerint a borg elfoglalta a 11-26. fedélzetet, de az Enterprise-nak csak 24 fedélzete van, amint ezt később Picard mondja is…; amikor Picard és Lily a holofedélzetre mennek, egy „08 Holosuite 4” feliratú ajtón lépnek be. Amikor az őket követő Borg másodpercekkel később belép, az ajtón már „0820 Holodeck 02” felirat áll.
- A TOS – Metamorphosisban azt mondták, hogy Cochrane az Alfa Centauri rendszerből származik. A sztori érdekében ezt meg kellett változtatni.
- A film 45 millió dollárba került – ez volt eddig a legdrágább film a Star Trek francishe-ban. 92 millió bevétel származott belőle (ezzel a 3. helyre került a Hazatérés és a Csillagösvény mögé).
- Picard és Lily a Moby Dick című regényből idéznek, és Lily Ahab kapitányhoz hasonlítja Picardot. Két évvel később ő pont ezt a szerepet játssza el egy Moby Dick tévéfilmben.
- Ez volt az első mozifilm ahol az új Csillagflotta-egyenruhákat és -fézereket láthatjuk.